# Zdihovo (Jastrebarsko)
Zdihovo je naseljeno mjesto u Republici Hrvatskoj u Zagrebačkoj županiji.

## Zemljopis
Administrativno je u sastavu Jastrebarskog. Naselje se proteže na površini od 0,77 km².

## Stanovništvo
Prema popisu stanovništva iz 2001. godine Zdihovo ima 302 stanovnika koji žive u 88 kućanstava. Gustoća naseljenosti iznosi 392,21 st./km².
| broj stanovnika | 84    | 100   | 133   | 155   | 158   | 187   | 178   | 177   | 207   | 206   | 213   | 218   | 289   | 298   | 302   | 306   | 288   |
|                 | 1857. | 1869. | 1880. | 1890. | 1900. | 1910. | 1921. | 1931. | 1948. | 1953. | 1961. | 1971. | 1981. | 1991. | 2001. | 2011. | 2021. |